# Rejon caryczański
Rejon caryczański – jednostka administracyjna wchodząca w skład obwodu dniepropetrowskiego Ukrainy.
Rejon utworzony w 1932, ma powierzchnię 900 km² i liczy około 31 tysięcy mieszkańców. Siedzibą władz rejonu jest Caryczanka.
Na terenie rejonu znajdują się 1 osiedlowa rada i 12 silskich rad, obejmujących w sumie 47 wsi i 1 osadę.